# Tripteroides affinis
Tripteroides affinis är en tvåvingeart som först beskrevs av Edwards 1913.  Tripteroides affinis ingår i släktet Tripteroides och familjen stickmyggor. Inga underarter finns listade i Catalogue of Life.